# イザベル・カロ
イザベル・カロ（Isabelle Caro、1982年9月12日 - 2010年11月17日）はフランスの女性モデル。写真家オリヴィエロ・トスカーニによって撮影され、議論の的となったイタリアの反拒食症キャンペーンのポスター「No Anorexia（拒食症はダメ）」にヌードで出演し、脊椎と頬骨の浮き出た体を晒して有名になった。このポスターは、イタリアでは広告監視機関によって使用が禁止された。フランスでは、国内企業にこの広告を使用しないよう通達が出た。

## 来歴
13歳から深刻な神経性無食欲症を患っており、病因は少女時代の辛苦であった。フジテレビのバラエティ番組『ベストハウス123』で明かした所によると、母マジェリーンとその浮気相手ジョゼフの間に生まれた。浮気が本夫に発覚して、ジョゼフと離れ離れになった母は、ジョゼフがカロに対して言った「小さくて可愛い」という言葉を思い出し、カロが小さいままでいれば、いつかジョゼフが戻ってくると思った。それから、母はカロの成長を望まなくなった。カロは常に小さい服を着させられ、8歳までオムツの着用を強要された。外気が成長を促進させると信じた母によって8年間、自宅で軟禁された。母親からの洗脳により、身体の成長を恐れたカロは12歳の頃に食べたものを吐くようになった。これが、拒食症の始まりだった。
CBS放送の番組『ザ・インサイダー』に出演した際に、障害が最もひどかった時には、身長165cmに対して、体重がわずか25kgしかなかったことを明かした。最近の体重は33kgであった。2008年3月11日に放映されたチャンネル4の番組『激太り対激やせ（Supersize vs Superskinny）』においては、ジャーナリストのアンナ・リチャードソンに対して自身の拒食症について語っている。カロが初めて入院したのは20歳の時であった。2006年に病が最も悪化した時は、たったの25kgに痩せ衰えて昏睡状態に陥った。医師からは死を宣告されたが、しかしカロは生き延びた。その後、拒食症治療に当たった医師に勧められて、拒食症になった背景から母親のことなどを書いた自伝『La ragazza che non voleva crescere. La mia battaglia contro l'anoressia（成長したくなかった女の子。拒食症との私の戦い）』を出版。
カロは、ジェシカ・シンプソンが2人の親友ケン・ペイヴェス、カシー・コブと共に世界各地を廻って真の美の意味を探究するVH1の連続ドキュメンタリー番組『The Price Of Beauty〜世界各国の美を求めて〜』の第2回放送において、インタビューを受けている。シンプソンが、痩せこけた姿でいることにとりつかれてしまった女性ファッション・モデルがいるという問題を持ち出すと、カロは自分がどのようにして摂食障害に陥ったのかを語り、その苦しみを女性たちに警告した。シンプソンは感銘のあまりに、「あなたは、今している努力のお蔭でもっときれいになれるでしょうし、世界中の女性がこのお話を聞いてくれたらと願います。大事なのは、どんなに体重を落としてもきれいになんかならないんだと知ることです」と語った。この回全体がフランスで収録され、刹那刹那を愉しんで生を全うすることをよしとする「生の享受（フランス語: joie de vivre）」が美の哲学のキーワードとされた。番組はアメリカ合衆国では2010年3月22日に、日本では同年8月21日に放映されている。
2010年12月22日放送のフジテレビのバラエティ番組『ベストハウス123』に出演した。彼女はこの出演の為に初来日した。番組内では、彼女が拒食症になった背景が再現VTRで紹介された。スタジオで、出演者とのやり取りの中で自分を拒食症に追い込んだ母親については、「あの時、母親はとても苦しんでいて、重度のうつ病だった。母が私を家に閉じ込めたのは、それは愛の形であってその方向性が間違っていただけであり、母の当時の状況を見ると母は私しかいなかった。じゃあ母は私と一緒にいて幸せだったかというと彼女自身もとても不幸だったと思う。とても病気で苦しんでいたんだと思う。そういう風にしてしまったことは今なら理解はできる」と述べた。また、自己流のいい加減なダイエットに警鐘を鳴らした。彼女は6週間で体重を1㎏増やす努力をしていると語った。

### 死去
カロは、上記の日本の番組の出演の為に東京都で過ごした後、急性呼吸疾患によりフランスの病院に入院していたが、2010年11月17日に入院先で死去した。死因については明らかにされていない。訃報は遺族によって、同年12月29日に報道機関に報告された。